# تجمع عمادة (المحفد)
تجمع عماده (المحفد)

تعديل مصدري - تعديل

تجمع عمادة هو "تجمع بدوي" في  عزلة المحفد بمديرية المحفد التابعة لمحافظة أبين، بلغ تعداد سكانها 36 نسمة حسب تعداد اليمن لعام 2004.